# Hermann Steudner

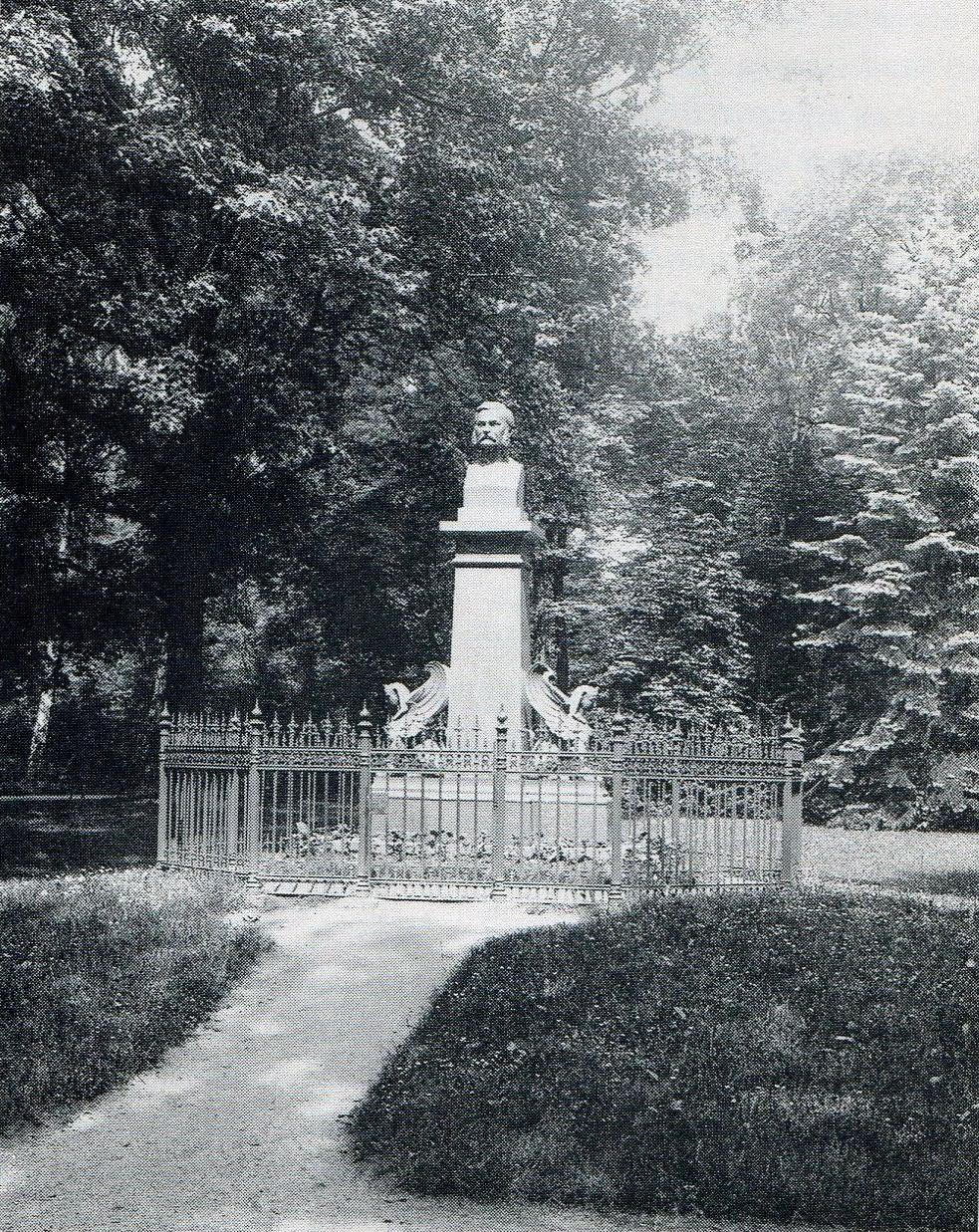
Hermann-Steudner-Denkmal im Stadtpark von Görlitz

Hermann Steudner (* 1. September 1832 in Greiffenberg in Schlesien; † 10. April 1863 in Waw im Südsudan) war ein schlesisch-preußischer, deutscher Natur- und Afrikaforscher.

## Leben und Wirken
Steudner wurde im schlesischen Greiffenberg als Sohn eines Leinwandkaufmanns geboren, ging in Görlitz zur Schule und studierte in Berlin und Würzburg Botanik, Mineralogie und Medizin. In Berlin zählten Christian Gottfried Ehrenberg, Heinrich Wilhelm Dove und Carl Ritter zu seinen Lehrern. In Würzburg war er mit dem Mediziner und Zoologen Ernst Haeckel befreundet, mit dem er gemeinsam Vorlesungen bei Rudolf Virchow und August Schenk besuchte.
Nachdem er nach Berlin zurückgekehrt war, freundete er sich mit dem Botaniker Karl Heinrich Koch an, wurde Mitglied der Gesellschaft Naturforschender Freunde zu Berlin und ließ sich dann durch Heinrich Barth zur Teilnahme an einer deutschen Expedition in die Nil-Länder unter Theodor von Heuglin gewinnen. Die Expedition hatte den Auftrag, das Schicksal des verschollenen Afrikaforschers Eduard Vogel aufzuklären.

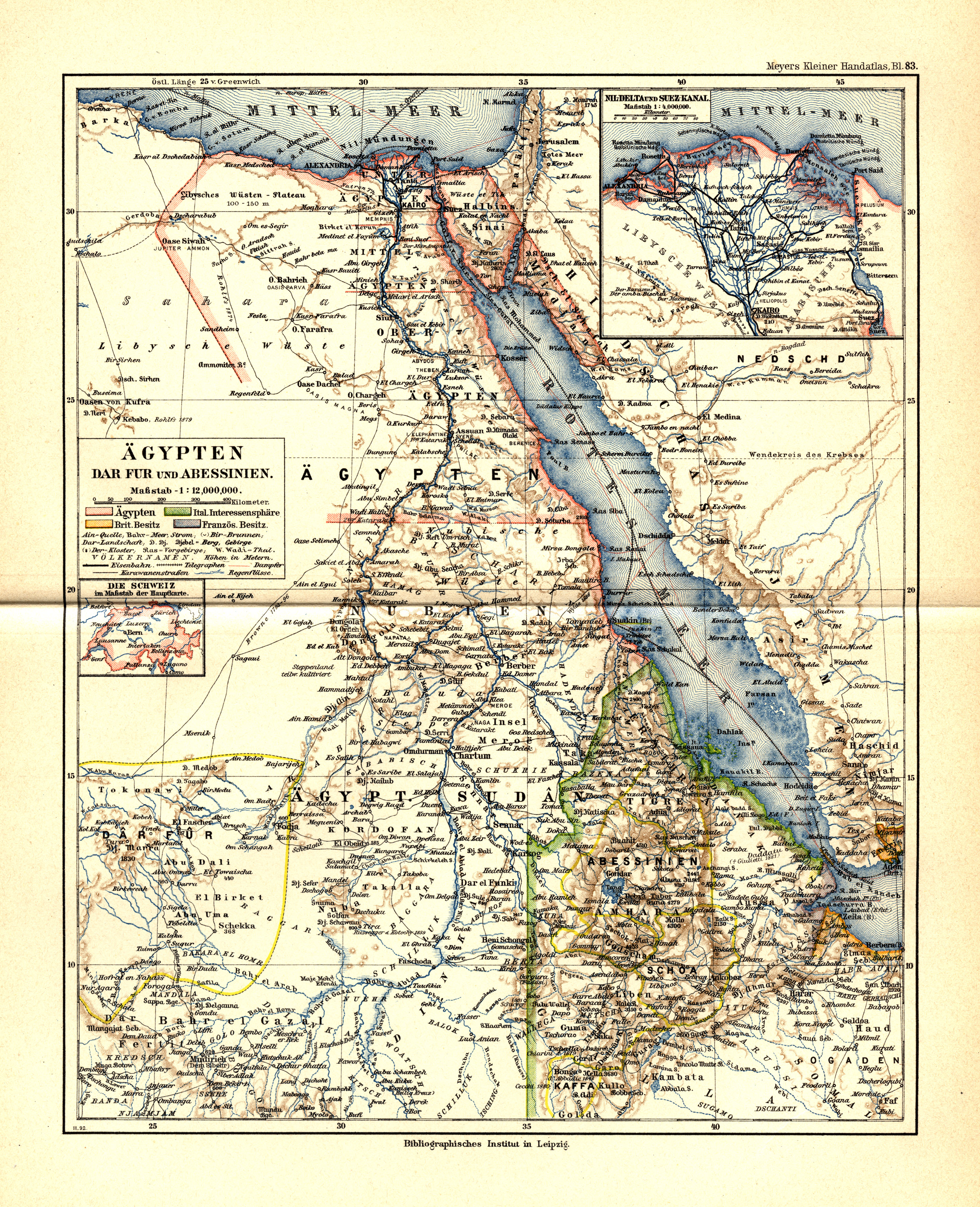
Karte zur Afrikareise

Von Alexandria kommend begleitete Steudner Heuglin 1861 über Suez und auf dem Schiff über das Rote Meer bis Massaua. Während der Schiffsreise führten sie meeresbiologische Untersuchungen durch, auf dem Dahlak-Archipel beobachteten sie Vögel. Die weitere Reise führte durch das Hochland von Abessinien über Keren (im Lande der Bogos) nach Adua, wo sie den Botaniker Wilhelm Schimper trafen. Von hier wandten sie sich nach Gonder und südlich davon über Magdala hinaus bis zum Kriegslager des abessinischen Kaisers Theodoros II. (Twodoros) bei Edschebet, um freies Geleit zu erbitten. Die Rückreise erfolgte vom Tanasee in nordwestlicher Richtung zum Blauen Nil und nach Khartum, das sie im Juli 1862 erreichten.
Heuglin war wegen der Abweichung von der geplanten Reiseroute die Leitung der Expedition entzogen worden. Die Zwangspause nutzte er zusammen mit Steudner für eine dreiwöchige Reise durch Kurdufan. 1863 begleiteten sie die Expedition der niederländischen Abenteurerin Alexine Tinne von Khartum nach dem Bar el Ghasal und zum See Rek. Beim weiteren Vorgehen nach Westen über den Djurfluss erlag Steudner in dem Dorf Wau 1863 einer Malaria-Erkrankung.

## Ehrungen
Steudners sorgfältige Berichte in der Zeitschrift für allgemeine Erdkunde 1862–1864 waren von großer Bedeutung, da weite von ihm bereiste Strecken vorher noch von keinem Botaniker erforscht worden waren. In Görlitz wurde ihm zu Ehren von Eduard Lürssen ein Denkmal errichtet. Der Zwergwüstengecko trägt seinen Namen wie auch einige Pflanzenarten. Karl Koch benannte nach ihm die Pflanzengattung Steudnera K.Koch aus der Familie Araceae.